# 日本NPO学会
日本NPO学会（にほんえぬぴーおーがっかい）は、NPO、NGO、ボランティア、フィランソロピーなど、民間非営利活動に関する研究および活動成果の発表と交流、教育の普及を行う日本の学会である。1999年3月に設立された。個人会員数は、現在約700人で、研究者 (52 %)、実務者 (34 %)、学生 (14 %) の割合である。年次大会が毎年3月から6月に開催されている。
事務局は、2019年4月から徳島大学総合科学部公共政策学研究室内におかれている。

## 主な事業

### 出版など
- 『ノンプロフィットレビュー (The Nonprofit Review)』2001年6月創刊。
- 『日本NPO学会ニューズレター』[3]
- その他、ディスカッションペーパーなどを随時発行。

### 日本NPO学会賞
日本を中心に活動する研究者および実践家の行うNPO・NGO・ボランティアなどに関する研究および実践報告、および海外の研究者および実践家が行う日本のNPO・NGO・ボランティアなどに関する研究および実践報告のうち、特に優れたものに対して「日本NPO学会賞」を授与し、一層の研鑚を奨励することを目的として、林雄二郎初代会長の寄付を基に、2002年度に創設された。

### セミナー
軽井沢セミナー（1999年 - 2001年）、信州合宿セミナー（2003年）、信州合宿セミナー（2011年）、NPO夏の北海道セミナー（2006年 - 2008年、2016年）、夏の瀬戸内セミナー（2017年）、震災特別フォーラム（2011年9月、2012年3月、9月、2013年3月、9月※）
※「タケダ・いのちとくらし再生プログラム」によるNPOセンターとの自主連携事業

### 国際交流
ARNOVA（アメリカ非営利組織学会）、韓国NPO学会、韓国NGO学会、ISTR（国際非営利組織研究学会）などと、学会役員の相互派遣、研究発表などにより交流している。

### 年次大会

#### 1999年3月 第1回年次大会（東京：慶応義塾大学）
海外ゲスト：レスター・サラモン（米ジョンズ・ホプキンス大学教授）ほか

#### 2000年3月 第2回年次大会（大阪：大阪大学）
海外ゲスト：キャサリン・マッカーシー（ニューヨーク市立大学教授）
フェリー・ソリダット（フィリピンNGO代表）

#### 2001年3月 第3回年次大会（京都：京都キャンパスプラザ他）
海外ゲスト：マイケル・オニール（米サンフランシスコ大学教授）
クーヒュン・ジュン（韓国延世大学教授）

#### 2002年3月 第4回年次大会（東京：明治大学）
海外ゲスト：デニス・ヤング（米ケースウエスタンリザーブ大学教授）
シュテファン・オズボーン（英アストン大学教授）

#### 2003年3月 第5回年次大会（奈良県：帝塚山大学）
海外ゲスト：バリー・ゲーバーマン（フォード財団筆頭副理事長）
ニコラス・ディーキン（英ロンドン大学客員教授）

#### 2004年3月 第6回年次大会（神奈川県：横浜市開港記念会館）
海外ゲスト：ラジス・タンドン（在インドPRIA代表）
アン・ペティフォア（英ニュー・エコノミック財団ディレクター）

#### 2005年3月 第7回年次大会（兵庫県：関西学院大学）
メインテーマ：震災10年とNPO

#### 2006年6月3 - 4日 第8回年次大会（新潟県：朱鷺メッセ）
メインテーマ：スポーツと地域、NPO

#### 2007年3月17 - 18日第9回年次大会（大阪府：大阪商業大学）
メインテーマ：地域力とNPO

#### 2008年3月14 - 15日 第10回年次大会（東京都：中央大学）
メインテーマ：NPO再考-10年を振り返る

#### 2009年3月21 - 22日 第11回年次大会（愛知県：名古屋大学）
メインテーマ：NPOと公共政策改革

#### 2010年3月12 - 14日 第12回年次大会（京都府：立命館大学）
メインテーマ：東アジアにおける社会的企業の台頭と挑戦
海外ゲスト：ジャネル・カーリン（米ジョージア州立大学准教授）
官有垣（国立中正大学 社会福祉学部学部長）
キム・ジェヒョン（希望製作所副所長／建国大学環境科学科教授）

#### 2011年3月19 - 20日 第13回年次大会（東京都：日本大学）
メインテーマ：ソーシャル・キャピタルと市民社会
海外ゲスト：エリック・アスレイナー（メリーランド大学カレッジパーク校）
※第13回年次大会は東日本大地震の影響により中止

#### 2012年3月17 - 18日 第14回年次大会（広島県：広島市立大学）
メインテーマ：災害復興・平和構築と市民の力
海外ゲスト：レベッカ・ソルニット（ノンフィクション作家）

#### 2013年3月16 - 17日 第15回年次大会（東京都：東洋大学）
メインテーマ：多元的経済と市民社会
海外ゲスト：マルタ・ニッセンス、金鍾杰（漢陽大学教授）
（EMES社会的企業研究ネットワーク創設メンバー・常任理事、ルーヴァン・カトリック大学教授）

#### 2014年3月15 - 16日 第16回年次大会（大阪府：関西大学）
メインテーマ：新しい国のカタチと市民社会の役割

#### 2015年3月14 - 15日 第17回年次大会（東京都：武蔵大学）
メインテーマ：NPOは情報をどう使いこなすべきか－市民社会とビッグデータ、オープンデータ

#### 2016年3月5 - 6日 第18回年次大会（京都府：同志社大学）
メインテーマ：GATEWAY TO NPO‐キャリアの選択肢として

#### 2017年5月13 - 14日 第19回年次大会（東京都：東京学芸大学）
メインテーマ：変わりゆく「家族」格差・孤立・貧困を越えて

#### 2018年6月9 - 10日 第20回年次大会（東京都：立教大学）
メインテーマ：アート/ソーシャルデザイン/NPO

#### 2019年6月1 - 2日 第21回年次大会（滋賀県：龍谷大学）
メインテーマ：人口減少時代の地域づくりと市民社会

### スタディグループ活動助成
2018年より、スタディグループの申請によって活動助成を行っている。

## 役員
（2019年8月28日現在）
- 会長
  - 岡本仁宏（関西学院大学法学部教授）
- 副会長
  - 早瀬昇（大阪ボランティア協会理事長）
- 理事
  - 会長：岡本仁宏
  - 副会長：早瀬昇
  - 事務局長：小田切康彦
  - 秋葉武
  - 雨森孝悦
  - 今田克司
  - 後房雄
  - 岡田彩
  - 岡村こず恵
  - 岸本幸子
  - 粉川一郎
  - 坂本治也
  - 桜井政成
  - 田中敬文
  - 筒井のり子
  - 永井美佳
  - 仁平典宏
  - 初谷勇
  - 藤井敦史
  - 柗永佳甫
  - 三木秀夫
  - 目加田説子
  - 山岡義典
- 事務局長
  - 小田切康彦
- 監事
  - 各務克郎
  - 濱口博史
- 顧問
  - 樽見弘紀
- 歴代会長
  - 林雄二郎（日本フィランソロピー協会顧問）
  - 今田忠（市民社会研究所所長）
  - 山内直人（大阪大学大学院国際公共政策研究科教授）
  - 田中弥生（独立行政法人大学評価・学位授与機構教授）
  - 樽見弘紀（北海学園大学法学部教授）